# 八幡神社 (福井市)
八幡神社（はちまんじんじゃ）は、福井県福井市古市に鎮座する八幡神社である。

## 歴史
社伝によると、平安時代の武将木曾義仲が此の地本陣を置いた際、戦勝祈願に神像を刻み、仮宮を建て若宮八幡と称したに始まるという。1904年本殿・拝殿改築、1925年同社殿改築、1938年社殿改築、1948年のこの地方大震災に社殿ことごとく倒れ、1958年に氏子、相はかりて5ヶ年の歳月を費やして、現社殿をつくり上げた。1962年4月25日石清水八幡宮に勧請分霊社となる。

## 祭神
- 誉田別命（ほんだわけのみこと）

## 配神
- 稲荷神、白山神、菅原道真

## 祭礼
- 1月1日　元旦祭
- 1月15日前後の日曜日　左義長
- 2月3日　節分祭
- 5月3日　春祭
- 8月23日　秋祭

## アクセス
- 京福バス
  - 「森田八重巻」下車。
- ハピラインふくい線
  - 「森田駅」から約5分。
- 北陸自動車道
  - 福井北ICから約20分